# Achterlijf (insect)

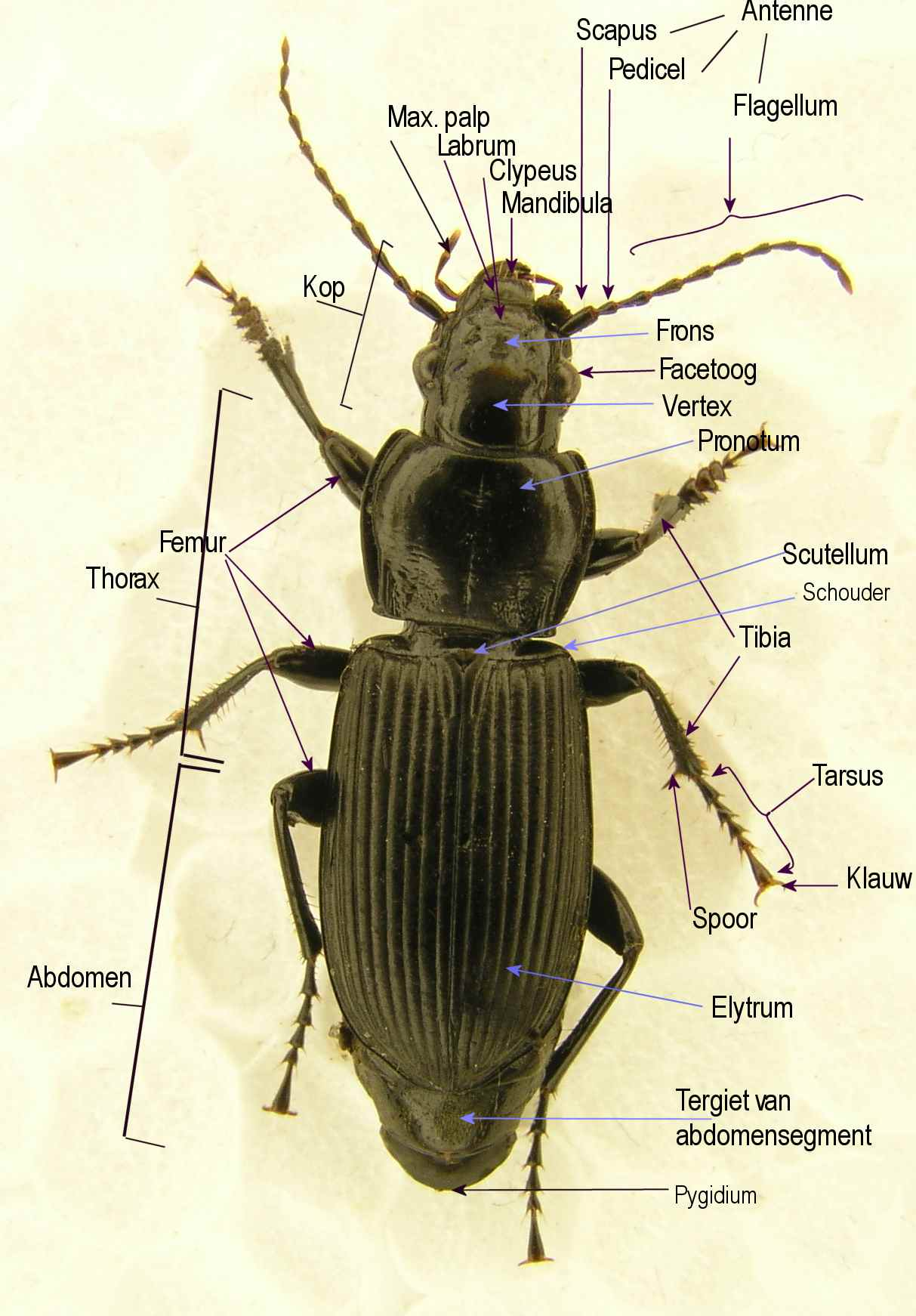
De anatomie van een kever.

Het achterlijf van een insect, abdomen genaamd, bestaat in principe uit 11 segmenten, die vaak niet allemaal meer als zodanig herkenbaar zijn. De laatste segmenten zijn meestal gemodificeerd tot uitwendige geslachtsorganen zoals een legboor. De gonapofyse is een bijna altijd gepaard aanhangsel van het achterlijf van insecten. In het abdomen bevinden zich belangrijke organen, zoals het grootste deel van het spijsverteringskanaal, het hart, de buizen van Malpighi, de gonaden (geslachtsklieren) en tracheeën; organen die met de stofwisseling en de voortplanting te maken hebben.